# Sant Miard de Presca
Sant Miard de Presca (en francès Saint-Médard-de-Presque) és un municipi francès situat al departament de l'Òlt i a la regió d'Occitània.

## Demografia
| 1962                                       | 1968 | 1975 | 1982 | 1990 | 1999 | 2007 |
| ------------------------------------------ | ---- | ---- | ---- | ---- | ---- | ---- |
| 158                                        | 176  | 160  | 148  | 174  | 201  | 196  |
| Des de 1962: població sense dobles comptes |      |      |      |      |      |      |

## Administració
| Període   | Identitat      | Partit |
| --------- | -------------- | ------ |
| 1987-2001 | Alain Conne    |        |
| 2001-2008 | Bernard Ferrié |        |
| 2008-     | Alain Conne    |        |